# Go! (album)
Go! – pierwszy album studyjny zespołu Gang Olsena wydany w 1992 roku.

## Lista utworów
Opracowano na podstawie materiału źródłowego:
1. „Chcę mieć konia!” – 4:30
2. „Kołysanka o Nowym Jorku” – 2:52
3. „Bad Boys” – 4:07
4. „Blues, Który Mówi O Tym Że…” – 3:16
5. „Get Down” – 3:34
6. „Olsen`s Gang” – 3:37
7. „Martwe Neony Mojego Miasta” – 4:29
8. „Białe Myszy, Dzikie Koty” – 3:29
9. „Muddy Waters” – 4:46
10. „Unlucky Guy” – 4:11

## Twórcy
Opracowano na podstawie materiału źródłowego:
- Adam „Egon” Gromada – saksofon
- Andrzej „Papa-Gonzo” Gąszczyk – wokal
- Bogdan „Bob Sim” Simiński – gitara elektryczna
- Janusz Borzucki – instrumenty klawiszowe
- Janusz Frychel – gitara basowa
- Janusz Wykpisz – wokal
- Jarosław Podhorski – trąbka
- Sławomir Wierzcholski – harmonijka
- Zbigniew Janowski – perkusja
- Zbigniew Szczerbiński – perkusja